# Chính biến Teibi
Loạn Đinh Mùi (丁未の乱 (Đinh Mùi chi loạn) teibi no ran, 587) đây là một cuộc chính biến xảy ra trong thời kỳ Asuka. Cuộc chính biến còn được gọi là Biến Đinh Mùi (丁未の変, teibi no hen), Sự kiện Đinh Mùi (丁未の役, teibi no yaku), Biến Mononobe Moriya (物部守屋の変, mononobe moriya no hen). Cuộc xung đột giữa Dairen (大連, Đại liên) Mononobe no Moriya, ủng hộ việc độc tôn Thần đạo với Daijin (大臣, Đại thần) Soga no Umako, ủng hộ độc tôn Phật giáo, và kết quả là gia tộc Mononobe bị đánh bại. Kể từ đó gia tộc Mononobe suy tàn.

## Bối cảnh
Vào thế kỷ thứ 6, gia tộc Mononobe và gia tộc Soga là hai gia tộc lớn ở Nhật Bản. Gia tộc Mononobe với chủ trương truyền bá Thần đạo theo truyền thống Nhật Bản, gia tộc Soga thì chủ trương đưa Phật giáo thâm nhập vào Nhật.
Vào thời kỳ Thiên hoàng Kinmei, gia tộc Soga nổi lên hùng mạnh, Soga no Iname (蘇我稲目, Tô Ngã Đạo Mục) trở thành người đầu tiên gia tộc Soga giữ tước hiệu (kabane) là Daijin (ōomi) trong triều đình. Để củng cố quyền lực Iname đã gả hai người con gái của mình, Soga no Kitashihime và Soga no Oanegimi, cho Kinmei. Nhưng trước khi qua đời Kinmei đã lựa chọn Bidatsu làm Thái tử, người không có mối quan hệ với gia tộc Soga.
Năm 572, khi Kinmei qua đời, Bidatsu lên ngôi trở thành Thiên hoàng Bidatsu. Hoàng hậu thứ hai của Bidatsu là Hoàng nữ Nukatabe (con của Kinmei và Soga no Kitashihime, tức cháu ngoại Iname).
Gia tộc Mononobe là một gia tộc võ tướng thời kỳ Thiên hoàng Keitai. Trưởng tộc Mononobe nắm chức Dairen trong triều đình. Mononobe no Arakabi làm Dairen dưới hai Thiên hoàng Ankan và Thiên hoàng Senka, kế tiếp là Mononobe no Okoshi và cuối cùng là Mononobe no Moriya.

### Xung đột về tôn giáo
Vào thời Thiên hoàng Kinmei, Mononobe no Okoshi và Ōtomo no Kanamura, Nakatomi no Kamako đã cực lực phản đối việc thâm nhập Phật giáo vào Nhật Bản, và đã thảo luận gay gắt chống lại việc truyền bá Phật giáo. Khi Bách Tế Thánh vương gửi tặng gồm kinh và tượng Phật cho Thiên hoàng Kinmei vào năm 552, Kinmei này đã phải đối mặt với một tình thế khó xử. Để tránh xúc phạm Thánh vương hoặc chính thức công nhận Phật giáo, đã ban những món quà này cho Soga no Iname, là người đề xướng tôn giáo mới.
Mononobe no Okoshi là một đối thủ chính trị của Soga no Iname, cho rằng việc thờ phụng Phật giáo làm các vị thần Thần đạo giáng tội, đã thỉnh cầu thành công Thiên hoàng ban hành một sắc lệnh chống lại đức tin Phật giáo; Sau đó, ông đã đốt cháy ngôi đền của gia tộc Soga và tượng Phật bị phá hủy.
Tuy nhiên, điều này không hoàn toàn loại bỏ Phật giáo, và vào năm Kinmei thứ 14 (553), vị Thiên hoàng Kinmei đã cho chế tác hai bức tượng Phật làm từ gỗ long não được kéo lên khỏi biển.

### Tranh quyền kế vị
Khi Bidatsu qua đời, dẫn đến một cuộc tranh chấp quyền kế vị giữa những người ủng hộ Hoàng tử Oshisako no Hikohito no Ōe (con trai của Bidatsu với Hoàng hậu Hirohime), Hoàng tử Takeda (con trai của Bidatsu với Hoàng hậu Nukatabe), và anh trai cùng cha khác mẹ với Bidatsu là Hoàng tử Anahobe (con trai Kinmei với Soga no Kitashihime). Hoàng tử Oshisaka rõ ràng đã được Hoàng đế Bidatsu phong làm thái tử và được sự ủng hộ của gia tộc Mononobe, trong khi gia tộc Soga dưới quyền Soga no Umako tuyên bố ủng hộ Hoàng tử Anahobe. Cuộc tranh giành quyền kế vị trở nên bạo lực sau khi Soga no Umako và Motonobe no Moriya đưa những lời lăng mạ nhau trong buổi lễ lựa chọn người kế vị cho Thiên hoàng Bidatsu. Gia tộc Soga đã chiến thắng và Hoàng tử Anahobe được phong làm Thiên hoàng Yomei.
Soga no Umako tiếp tục làm Daijin dưới thời Thiên hoàng Yomei, và vợ của Yomei là một thành viên khác của gia tộc Soga, người đã sinh được bốn người con trai, bao gồm cả Thái tử Shōtoku. Xung đột giữa Soga-Mononobe lại bùng lên trong cuộc khủng hoảng kế vị sau cái chết của Yomei, với việc Soga một lần nữa giành chiến thắng trong trận Núi Shigi, củng cố vị thế có ảnh hưởng của gia tộc tại triều đình.

## Lịch sử
Tháng 7 năm 587, Soga no Umako (蘇我馬子, Tô Ngã Mã Tử) âm mưu với một nhóm thuộc hạ và quyết định cử một đội quân truy lùng và giết Mononobe no Moriya (物部守屋, Vật Bộ Thủ Ốc). Umako lãnh đạo đội quân gồm các gia đình hoàng tộc như Hoàng tử Umayato (厩戸皇子), Hoàng tử Hatsusebeno (泊瀬部皇子), Hoàng tử Takeda (竹田皇子) và các hào tộc (gia tộc cai trị địa phương) khác, đến tư dinh của Moriya ở huyện Shibukawa, tỉnh Kawachi.
Quân đội của Soga, tiến vào tỉnh Kawachi từ tỉnh Yamato, giao tranh với quân Mononobe ở lòng sông Egano (餌香川), và theo Kuniji (国司, Quốc ti) tỉnh Kawachi sau trận chiến, tổng số thương vong của cả hai bên lên đến vài trăm người. Trận chiến diễn ra gần núi Shigi[A]. Moriya đã tập hợp gia tộc của mình và xây dựng công sự inagi (một hàng rào được xây dựng từ những bó cây lúa) để củng cố quân sự. Một gia tộc quân sự, gia tộc Mononobe với tư cách gia tộc phụ trách các vấn đề quân sự nên là một lực lượng chiến đấu hết sức tinh nhuệ, và bản thân Moriya đã chiến đấu hết sức dũng mãnh, trèo lên giữa các cành cây mộc lan và bắn tên như mưa.
Hoàng tử và phần còn lại của quân đội vô cùng sợ hãi và buộc phải rút lui. Khi Hoàng tử Umayato nhìn thấy điều này, ông đã chặt một cây bạch giao làm tượng của Shitenno (bốn vị Thiên vương), mong rằng có được sự bảo vệ của Phật giáo, cầu nguyện chiến thắng trong chiến tranh và thề nếu chiến thắng sẽ xây dựng một bảo tháp và hoằng dương Phật pháp. Umako tập hợp lại quân đội của mình và tiến quân.
Tomi no Ichī (迹見赤檮, Tích Kiến Xích Đào) đã bắn Moriya khi ông đang trèo lên một cái cây lớn để bắn tên và quân đội của Mononobe, mất chủ soái nên rối loạn.  Lợi dụng cơ hội này, quân Soga đang rút lui tấn công và giết chết Moriya, kết quả là quân của Moriya bị đánh tan tác.
Những thành viên sống sót của gia tộc Moriya chạy trốn vào cánh đồng lau sậy, một số đổi tên, và một số đã ẩn tích.

## Kểt quả
Kết quả là, gia tộc Soga đã thành công trong việc loại bỏ hoàn toàn quyền lực của gia tộc Mononobe, kẻ thù cũ của Soga, vốn đã xung đột trong hai thế hệ và củng cố tăng cường hơn nữa quyền lực của mình với sự hợp tác của Hoàng tử Umayato. Ngoài ra, ảnh hưởng của gia tộc Mononobe và các nhóm đối lập khác chống lại Phật giáo suy giảm, và Phật giáo bắt đầu thâm nhập vào đất nước một cách chính thức.
Vào khoảng thời gian này, Hoàng tử Umayato đã xây dựng chùa Shitennō-ji (四天王寺, Tứ Thiên Vương tự) ở tỉnh Settsu, thực hiện như lời đã cầu nguyện.
Lãnh thổ và nô lệ của gia tộc Mononobe bị chia cắt, và một nửa trong số đó thuộc về Umako. Điều này là do vợ của Umako là em gái của Moriya, vì vậy cô ấy tuyên bố rằng cô ấy có quyền thừa kế gia tộc Mononobe. Một nửa trong số đó đã được tặng cho chùa Shitenno-ji.
Ở Minami-taishidō, thành phố Yao, có một gò Kaburaya-zuka, tương truyền là nơi chôn cất mũi tên mà Tomi no Ichī bắn vào Mononobe no Moriya, và gò Yumishiro-zuka, được cho là đã chôn cung tên ở phía tây nam của gò đất.

## Sau trận chiến
Sau Chiến tranh Teibi, dựa trên bản chép tay chùa Shitennoji, giả thuyết thường cho rằng 273 hậu duệ của Moriya bị bắt làm người hầu và cung nữ của Shitenno-ji.
Theo Denryaku, Goki, Taishi-Mono, Konjaku Monogatari, Fuso-Yagi, Genheng Shakusho, v.v., giả thuyết cho rằng con cháu và họ hàng được coi là người hầu được chấp nhận. Mặt khác, vì Biên niên sử Nhật Bản chỉ đề cập đến "nyu" (một thuật ngữ xúc phạm được sử dụng cho nô lệ và những người hầu khác, nukoku, wanu, v.v.), nên có một giả thuyết khác của Seiichi Jinno rằng nó là một bản chuyển thể sau này, nhưng ông không cho rằng khả năng chuyển thể trong Biên niên sử Nhật Bản.

## Thiên hoàng Sushun lên ngôi
Sau khi chính biến kết thúc, Hoàng nữ Nukatabe ủng hộ Hoàng tử Hatsusebe làm Thiên hoàng Sushun, và vấn đề người kế vị Thiên hoàng Yōmei đã được giải quyết.